# Glicoforina
La glicoforina es la proteína más frecuente de las membranas plasmáticas de los eritrocitos del ser humano. Es una proteína integral que atraviesa una sola vez la membrana (en forma de alfa-hélice), es decir que tiene un solo segmento transmembrana e impide que se adhiera a otras células o a las paredes de los vasos sanguíneos.
Esta proteína tiene 3 dominios con distintas funciones. Debe su nombre al dominio hidrofílico que posee en la parte extracelular, que lleva muchas cadenas de hidratos de carbono. Este dominio tiene por función la de mediar la interacción de los eritrocitos con otras células.
Además, una hélice hidrofóbica permite anclar la glicoforina a la membrana.
La glicoforina tiene a su vez otro dominio hidrofílico en el interior de las células, rico en aminoácidos cargados negativamente (aspartato y glutamato). El dominio citosólico constituye el punto de anclaje para el citoesqueleto, que se expande en el interior celular.
Para poder estudiar estas proteínas ha sido necesario aislarlas de la membrana de los eritrocitos mediante una técnica de electroforesis en gel de poliacrilamida, y se han descubierto cuatro tipos de glicoforinas. Por orden de más a menos importancia en la membrana celular están las glicoforinas A, B, C y D, siendo esta última casi inexistente y muy poco común.

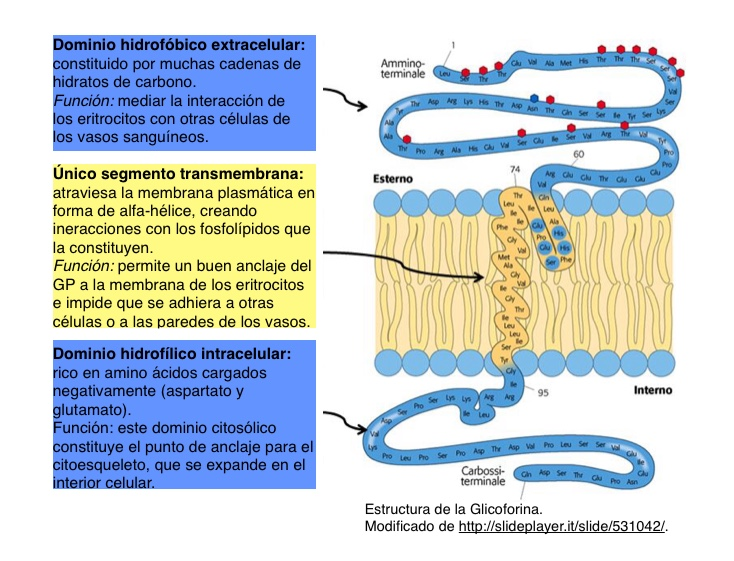
En esta imagen se puede observar la estructura de una proteína integral de las membranas plasmáticas de los eritrocitos humanos, la glicoforina. Vemos que está compuesta por 3 dominios y que cada uno de ellos tiene una función clave para asegurar el buen funcionamiento de esta proteína.

## Glicoforina A
Alfa-sialoglucoproteína (denominada así por ser una glucoproteína unida a un ácido siálico) 

### Estructura
Esta proteína integral de la membrana plasmática de los eritrocitos humanos es la más presente de entre los diferentes tipos de glicoforinas y tiene, una vez madura, 72 aminoácidos extracelulares. Los próximos 23 forman un segmento transmembrana y el resto (36) son intracelular. 
Hay un total de 16 oligosacáridos, enlazados en la parte extracelular de la GPA: 15 son cortos en sitios de O-glucosilación y sólo uno es más largo y se encuentra en N-glucosilación. El glucógeno, representa el 60% de la GPA, y se une a la serina, la treonina y a la asparagina.
En la parte intracelular del GPA, encontramos arginina y lisina (de carga positiva), que se fijan a las cabezas de los fosfolípidos de la membrana (que tienen carga negativa).
Esto ayuda a anclar bien la GPA a la membrana.
La parte intracelular, contiene a su vez muchos residuos cargados y polares no cargados.
La glicoforina es rica en carbohidratos (60%) debido a su dominio hidrofílico extracelular (ver introducción). También, tiene un alto contenido en ácido siálico y como consecuencia proporciona el 60% de la carga negativa de los GR.

### Localización
Este tipo de glucoproteína se encuentra siempre en la superficie de la membrana y tiene por función la de regular las interacciones entre glóbulos rojos así como las interacciones entre glóbulos rojos y el endotelio vascular u otras células circulatorias.
Las glicoforinas (GP) constituyen el grupo de proteínas transmembranales de los glóbulos rojos (GR), siendo la glicoforina A (GPA) la predominante. Hay una media de 10^6 moléculas de GPA en un GR. La glicoforina A se expresa en el endotelio y en el epitelio renal.
Dos GPA se pueden asociar y formar un dímero, que está estabilizado por interacciones de Van der Waals. Estos dímeros de GPA permiten activar receptores presentes en la superficie de ciertas células.
Debido a las cargas del ácido siálico, las células se repulsan entre ellas, lo que impide la formación de agregaciones cuando circulan a través de los estrechos de los vasos sanguíneos del organismo.
La GPA es receptora de los antígenos M y N. Según si se une a uno o al otro, tendrá una forma alélica u otra: GPA-N o GPA-M. Esta forma alélica proporciona identidad bioquímica e inmunología a los individuos. Por lo tanto, La glicoforina A lleva los determinantes antígenos para el MN. 
Este tipo de glicoforina se llama también glucoproteína MN (que tiene dos formas alélicas, según contenga la M o la N del sistema de grupo sanguíneo MN) y está compuesta de 131 aminoácidos y 16 unidades de oligosacáridos.
Las formas alélicas GPA-N y la GPA-M se diferencian según los aminoácidos que tienen en posición 1 y 5: la GPA-N tiene Leu y Glu, en cambio la GPA-M tiene Ser y Gly.
El contenido de oligosacáridos álcali-lábiles es el mismo en N o M. La única diferencia entre los antígenos M y N es su secuencia amino terminal. La de la glicoforina A en M es: ser-ser*-thr*-thr*-gly. En cambio la de la glicoforina A en N es: leu-ser*-thr*-thr*-glu.
(*glucosilada).
La porción de glucoproteína MN portadora de las especificidades M o N se separa del hematíe intacto mediante el tratamiento con enzimas proteolíticas, de tal modo que el tratamiento enzimático “destruye” los antígenos M y N de la glicoforina A.

### Patologías
La glicoforina, como su nombre lo indica, es una proteína de membrana glucosilada. La glucosilación tiene lugar gracias a enzimas presentes en el aparato de Golgi, que se encargan de sintetizar los lactosaminoglicanos necesarios para que esta se efectue correctamente. Existen enfermedades hereditarias debidas a la falta de glucosilación de esta proteína.
También, el GPA es receptor de virus de influencia. Se sospecha que podría ser el receptor de la hepatitis A (HAV).

## Glicoforina C

### Estructura
La Glicoforina C es un polipéptido de cadena simple formado por 128 aminoácidos y que tiene un 60% de glúcidos. Esta proteína cuenta con dos isoformas conocidas, y el gen que la codifica se expresa en una amplia variedad de tejidos como el riñón, el timo, el estómago, la mama, el hígado y, sobre todo, los eritrocitos adultos. Este gen en concreto está localizado en el brazo largo del cromosoma 2.
Más concretamente, las Glicoforinas C están codificadas por cuatro exones. Los tres primeros contienen la secuencia necesaria para sintetizar la región extracelular, y el cuarto es el que codifica para la fracción transmembrana e intracelular (a la cual se une la proteína 4.1).
Estas contienen múltiples aminoácidos en forma glucosilada desde un principio, pero después de la transcripción sufren una modificación específica en la que se añaden una media de uno a ocho glúcidos más.
Las Glicoforinas C son pequeñas si las comparamos con las de tipo A, y contienen una igual cantidad de glúcidos, así como los mismos tipos de cadenas de oligosacáridos. Como diferencia estructural significativa entre unas y otras, se observa que las Glicoforinas C contienen Triptófano, que por el contrario no está presente en ninguna de las otras especies de Glicoforinas.
Aun así, su estructura es similar a la de otras glicoforinas: con un dominio extracelular altamente glucosilado, un dominio transmembrana y otro dominio intracelular. Alrededor del 90% de la Glicoforina C presente en el eritocito está unida al citoesqueleto y el 10% restante se mueve libremente dentro de la membraba.
Su peso molecular es de 23kDa. En promedio, esta proteína tiene 6 oligosacáridos ligados por molécula.

### Localización
Podemos localizar a la Glicoforina C no solo en la membrana citoplasmática, donde actúa como componente integral, sino también en el citoesqueleto cortical, que se encuentra justo debajo de esta membrana. El extremo N con los aminoácidos desde el 1 al 57 se encuentran en la región extracelular; los que están contenidos entre el 58 y el 81 son transmembrana y del 59 al 128,  incluyendo así el extremo carboxilo, residen en el citoplasma.
En los eritrocitos, la Glicoforina C constituye aproximadamente el 4% de las sialoglucoproteínas de membrana. 
La sección glucídica se encuentra única y exclusivamente en la región extracelular de los eritrocitos y aproximadamente se pueden encontrar unas 225.000 moléculas de Glicoforina C en cada una de estas células sanguíneas.

### Origen
A pesar de la similitud en su nombre, la Glicoforina C no está relacionada con los demás tipos de glicoforinas. Originalmente se creía que tanto las C como las D eran resultado de una duplicación de genes, pero más tarde se concluyó que la Glicoforina D se genera a partir de la Glicoforina C, es decir, a partir de un mismo gen.

### Funciones
La Glicoforina C, también conocida como Glucoconectina y muy similar a la glucoproteína D, contribuye al mantenimiento de la estructura de la membrana plasmática y de la forma globular gracias a su interacción con la proteína 4.1. (Se ha demostrado, que las membranas deficientes en proteína 4.1 muestran una disminución del contenido de Glicoforina C).
Este tipo de glicoforina es una de las principales proteínas integrales de membrana de múltiples células, sobre todo de los eritrocitos, y asimismo actúa como receptor para la proteína Plasmodium falciparum PfEBP-2.  Además, una de sus funciones más importantes es regular la estabilidad de los glóbulos rojos en los que se encuentra y, a su vez, la regulación de las propiedades del material de membrana.
Además, la Glicoforina C constituye los sustratos antigénicos de los diferentes grupos sanguíneos y permite la interacción con proteínas periféricas y la participación en el intercambio transmembranoso.

### Aplicaciones médicas
En múltiples estudios se han usado anticuerpos para las glucoproteínas C para identificar eritroleucemias. Anteriormente también las Glucoproteínas A eran usadas con este fin, pero no daban tan buen resultado ya que su diferenciación era más tardía y no llegaba a tiempo para según qué casos de la enfermedad.
La Glicoforina C se asocia con múltiples antígenos de interés para la medicina transfusional: Gerbich, Yussef, Webb, Duch, la lixiviación, Lewis II, Ahonen, GEPL, GEAT y GETI.
Junto con las D, las glicoforinas C son las encargadas de transportar los antígenos del grupo sanguíneo Gerbich y es responsable de la formación del genotipo Ge-2, -3 entre otros.

### Patologías
Las mutaciones en la Glicoforina C son poco comunes en la mayoría del mundo occidental, pero abundan en algunos lugares donde la malaria es una enfermedad endémica. En estas zonas abunda la incidencia del fenotipo Gerbich negativo, el cual se asocia con reacciones de transfusión y con la enfermedad hemolítica del recién nacido.
Una alteración en la glucosilación de la Glicoforina C da lugar al antígeno Webb.
La Glicoforina C, al estar relacionada con al forma de la membrana eritrocitaria, las mutaciones de esta proteína se asocian con el desarrollo de eliptocitosis, que es una enfermedad hereditaria común en países africanos. En esta se produce una deformidad de los eritrocitos.
El subtipo de eliptocitosis más aceptado, asociado con la Glicoforina C es la ovalocitosis, en la cual se presenta una anomalía en la forma de los glóbulos rojos, que adoptan una forma exageradamente ovalada.